# WIPI2
WIPI2‏ (WD repeat domain, phosphoinositide interacting 2) هوَ بروتين يُشَفر بواسطة جين WIPI2 في الإنسان.